# Höfner

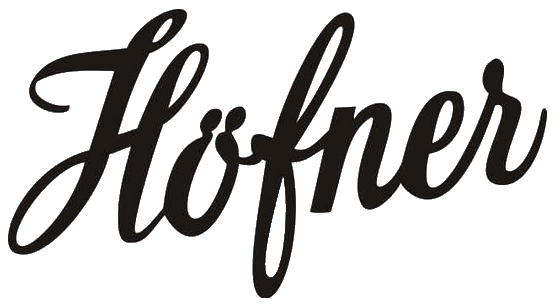
Logo.

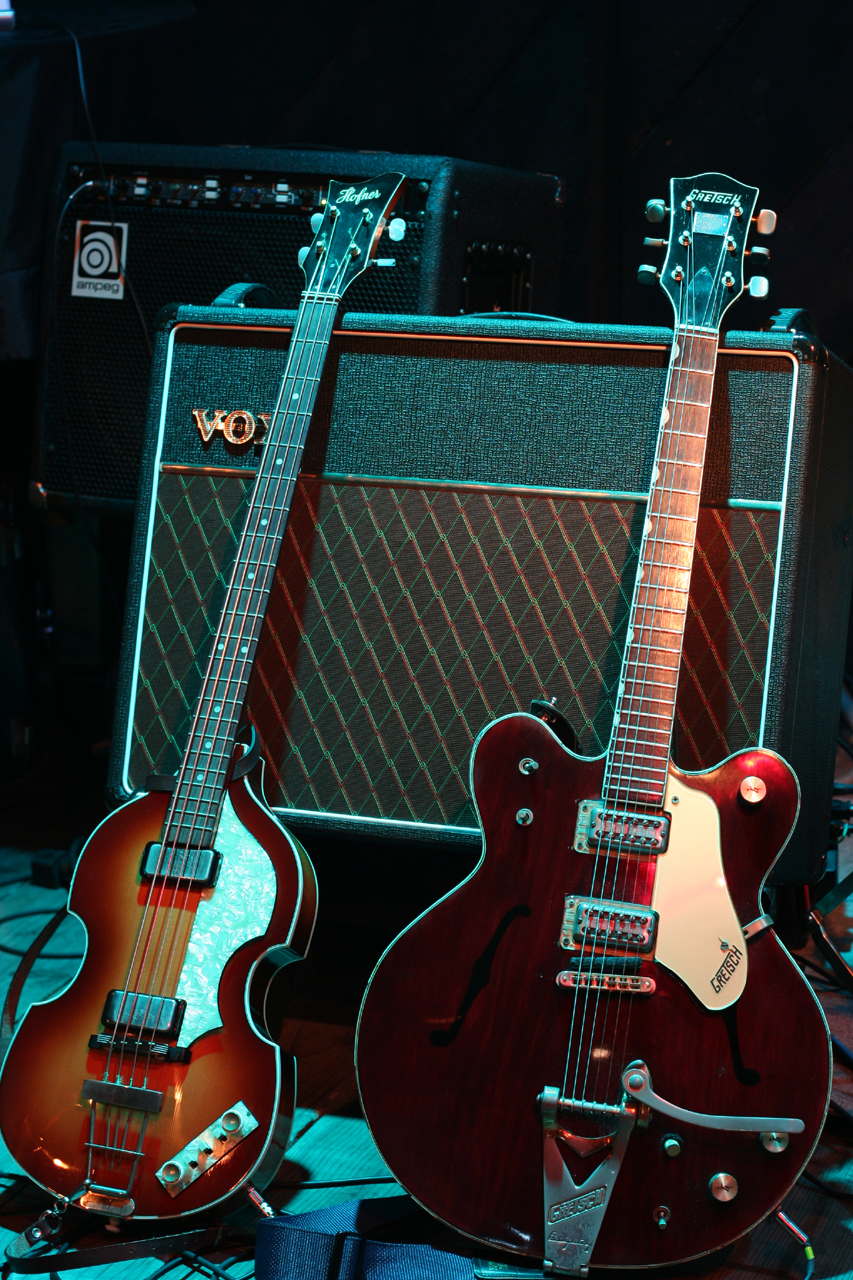
Un Höfner "violin bass" simétrico al de Paul McCartney (izq) y una guitarra Gretsch similar a la de George Harrison (der). El amplificador es un Vox AC30

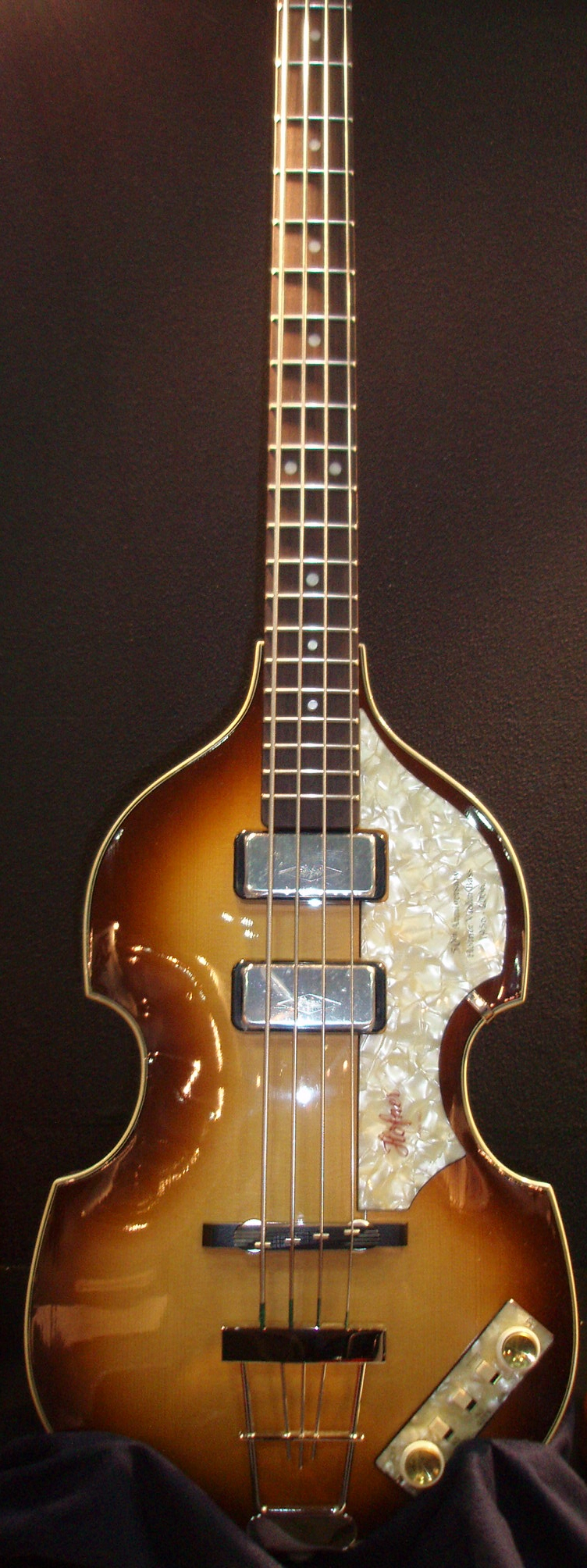
Un Höfner 500-1.

Karl Höfner GmbH & Co. KG  es una compañía alemana que se dedica a la fabricación de instrumentos musicales, principalmente guitarras, bajos y otros tipos de instrumentos de cuerda.
La compañía se hizo famosa gracias a Paul McCartney, bajista del popular grupo The Beatles, quien desde 1961 toca el modelo 500/1 para zurdos, hoy conocido como "Beatle Bass", "Viola Bass" o "Cavern Bass", por el nombre del club de Liverpool donde los Beatles habían tocado en sus inicios.

## Historia de la compañía
Fue fundada por el luthier Karl Höfner en la ciudad de Schönbach, Alemania en 1887, transformándose pronto en una de las grandes fábricas de instrumentos de cuerda del país. Sus hijos Josef y Walter se unieron alrededor de 1920 e incrementaron la reputación de la sus productos en todo el mundo. Aunque la compañía tuvo ciertos problemas durante los agitados días de la Segunda Guerra Mundial ha sobrevivido y prosperado durante todos estos años. La compañía construyó fábricas nuevas en Bubenreuth en 1950.
En 1994, Höfner se convirtió en parte del grupo Boosey & Hawkes, y así pudo ampliar y aumentar sus instalaciones con más capital en efectivo. En 1997, la compañía se trasladó desde Bubenreuth a Hagenau.
Después de estar cerca de la bancarrota, Boosey & Hawkes decidió vender su división de instrumentos musicales (incluyendo la Höfner y la Buffet Crampon) a una compañía llamada The Music Group por 33.2 millones de libras.
Höfner siguió siendo una parte de este conglomerado hasta enero del 2005, cuando The Music Group le vendió la compañía a Klaus Schöller, quien ha sido director general de Höfner por muchos años.
A mediados del 2005, The Music Group (que ya había perdido varios componentes de su fábrica) dejó de distribuir los instrumentos Höfner en Estados Unidos. La distribución en ese país la retomó una firma de Chicago llamada Classic Musical Instruments (CMI).

## Höfner 500/1
El 500/1 es un bajo eléctrico semi-acústico, inventado por Walter Höfner en 1955. Los 500/1 son muy ligeros y fáciles de tocar, y además tienen un tono rico y cálido. La forma del cuerpo se inspiró en la del contrabajo (aunque al 500/1 se le conoce generalmente como “bajo-violín” o “viola bass”)
En 1961 el primer bajista de The Beatles, Stuart Sutcliffe –que utilizaba un Höfner 500/5 Bass (similar a una guitarra Höfner President)–, se retiró de la banda para continuar con sus estudios de arte, aunque luego falleció a causa de un derrame cerebral. Los Beatles se quedaron sin bajista y ninguno de ellos deseaba tomar ese rol en la banda; el trabajo fue asumido por Paul McCartney –quien en ese momento tocaba el piano en el grupo, pues se había quedado sin guitarra–, ya que George Harrison se encargaba de la guitarra solista y John Lennon –que tocaba la guitarra rítmica–, acababa de comprar su nueva Rickenbacker 325, y rechazó asumir el bajo del grupo.
Stuart Sutcliffe le había prestado su bajo a McCartney, pero Paul vio el 500/1 en una tienda de Hamburgo y por su simetría le pareció ideal para un zurdo. También era muy barato (alrededor de 30 libras, o 125 dólares en aquel entonces), ligero y muy fácil de tocar. McCartney compró el bajo de inmediato y lo utilizó durante sus primeros años como Beatle. En 1963, McCartney recibió un segundo 500/1, distribuido por Selmer (la distribuidora británica de Höfner) el cual tenía las pastillas en posiciones diferentes. McCartney dejó su bajo de Hamburgo y comenzó a usar su nuevo bajo. 
A finales de 1965, para la grabación de Rubber Soul, McCartney lo sustituyó en las grabaciones por un Rickenbacker 4001S y usaba el Höfner en actuaciones en directo. Su primer 500/1 reapareció en público en la presentación del video promocional de "Revolution" en 1968, sin el golpeador (que había retirado al iniciar la última gira del grupo, en 1966) y con modificaciones como la pintura, los botones de volumen y una nueva estructura que sujetaba las pastillas. En 1969 utilizó su segundo 500/1 durante las sesiones de Let It Be y en su presentación en la azotea del edificio de Apple Records. En 1972 el primer Höfner fue robado de la furgoneta de Wings y no fue recuperado hasta febrero de 2024.
Irónicamente, en la actualidad los bajos en forma de violín son mucho más caros que el que compró McCartney en su juventud y se venden generalmente por unos 1600-2000 dólares (debe tenerse en cuenta, sin embargo, el valor que le otorgó su uso por McCartney durante tantos años y que la encarnación moderna del instrumento es mucho mejor que las versiones de los años 60). Höfner ha reeditado varias veces el modelo experimentando con su diseño, pero el más cercano es la reedición '62 500/1.
El 500/1 está inspirado en el EB-1 de Gibson, con la diferencia que el Höfner es semi-acústico (cuerpo hueco) y el Gibson es de cuerpo sólido y tiene pintados recortes en forma de f, como los violines.
Tras haberlo utilizado en el vídeo promocional de "Coming Up" en 1980 (en el que McCartney interpretaba a varios personajes, entre ellos a sí mismo caracterizado de Beatle de 1964) y en el de "Take it Away" en 1982, desapareció casi una década hasta que en 1989 Elvis Costello lo convenció para que volviera a tocar su Höfner de 1963 en su colaboración en "My Brave Face". Desde entonces Paul no ha dejado de usar su "bajo-violín" en conciertos, fotos promocionales, cubiertas de discos o videoclips. Desde 1966 McCartney había retirado el golpeador ("pickguard") a sus bajos Höfner. El 500/1 de 1963 fue enviado a restaurar a Mandolin Brothers, una tienda de guitarras en la Staten Island, Nueva York.
Existe la versión "Contemporary" que es una versión económica, hecha en la factoría que Höfner tiene en China, sin la pérdida de calidad ya que tiene las pastillas alemanas originales de un V62 o V63. También conservan las mismas dimensiones y tipos de madera. Incluyen un bloque central. 
La versión "Ignition" es más económica, y sus materiales son distintos a los anteriores, con algunos cambios también en las dimensiones y especificaciones, siendo un "modelo de acceso" a la marca.